# جيمس أ. كرافنز
جيمس أ. كرافنز هو سياسي أمريكي، ولد في 4 نوفمبر 1818 في مقاطعة روكنغهام في الولايات المتحدة، وتوفي في 20 يونيو 1893 في هاردينسبورغ في الولايات المتحدة. نشط حزبياً في الحزب الديمقراطي. وقد انتخب عضو مجلس ولاية إنديانا ‏ وانتخب عضو مجلس نواب إنديانا ‏ وانتخب عضو مجلس النواب الأمريكي.